# Jan Oblak
Jan Oblak (Škofja Loka, 1993. január 7. –) szlovén válogatott labdarúgó, az Atlético Madrid csapatának első számú kapusa.

## Ifiként
Oblak a helyi Ločan csapatában kezdett futballozni. Négy évig maradt, majd 2003-ban az NK Olimpija Ljubljana csapatához került, de a klub csődbe ment. A klub újraalakult, és vele is számoltak az ifiknél. Oblak 2009-ben felkerült a nagycsapathoz.

## Pályafutása

### Olimpija Ljubljana
A 2009–2010-es szezonban már a nagyoknál kezdett. Jól alakult a szezonja, 34 bajnokin állt a kapuba. Ekkor már felfigyeltek rá a nagy csapatok is, mint például a Benfica vagy a Manchester United FC. Oblak végül Portugáliába szerződött, 2010 nyarán nekivágott a légiós kalandnak, 2 millió eurót kapott érte a szlovén klub.

### Benfica
2010 nyarán aláírt a Benfica csapatához. Eleinte nem kapott lehetőséget, többször kölcsön is adták, a 2013–2014-es szezonban viszont berobbant. Nagyon sokat fejlődött, ami a játékán is meglátszott. A Benficával végül megnyerte a portugál labdarúgó-bajnokságot, a portugál labdarúgókupát, sőt még a portugál ligakupát is. 2014 nyarán, már 4 millió euróra becsülték az értékét (a Transfermarkt.de szerint), de a spanyol Atlético de Madrid ennek a négyszeresét, 16 millió eurót fizetett ki érte.

#### Kölcsönjátékok
A Benfica egy hónapra rá, hogy leigazolta, kölcsön is adta a szintén portugál Beira-Mar csapatának. Itt nem kapott esélyt a bizonyításra. A 2010-es év végén lejárt a kölcsönszerződése, de a következő év kezdetén ismét kölcsönadta a fővárosi klub. Az SC Olhanense csapatához került, de itt sem léphetett pályára bajnokin. Ezután az União de Leiria vette kölcsön egy évre, ahol már 16 bajnokin pályára lépett. A 2012–2013-as szezonban a Rio Ave FC csapatához került, 28 mérkőzésen kapott lehetőséget. Pár mérkőzésen a Benfica B csapatában is szerepelt.

### Atletico Madrid
Thibaut Courtois kölcsönszerződése lejárt a madridiaknál, így szerezni kellett egy új kapust. A spanyol csapat leigazolta a szlovén Oblakot, de eleinte nem a kezdőben szerepelt. Később azonban a matracosok is észrevették, mekkora tehetség, így a 2015–2016-os szezonban már ő számított a klub első számú kapusának.

## Statisztikák

### A válogatottban
| Válogatott | Év       | Pályára lépés | Gól |
| ---------- | -------- | ------------- | --- |
| Szlovénia  | 2012     | 1             | 0   |
| Szlovénia  | 2013     | 2             | 0   |
| Szlovénia  | 2014     | 1             | 0   |
| Szlovénia  | 2015     | 2             | 0   |
| Szlovénia  | 2016     | 6             | 0   |
| Szlovénia  | 2017     | 6             | 0   |
| Szlovénia  | 2019     | 10            | 0   |
| Szlovénia  | 2020     | 5             | 0   |
| Szlovénia  | 2021     | 11            | 0   |
| Szlovénia  | 2022     | 10            | 0   |
| Szlovénia  | 2023     | 8             | 0   |
| Szlovénia  | 2024     | 12            | 0   |
| Szlovénia  | 2025     | 2             | 0   |
| Összesen   | Összesen | 76            | 0   |

## Sikerei, díjai
Benfica
- Portugál bajnok: 2013–14
- Portugál kupagyőztes: 2013–14
- Portugál labdarúgó-szuperkupa: 2013–14
- Európa-liga döntős: 2013–14

Atlético Madrid
- Spanyol bajnokság: 2020–21
- Spanyol szuperkupa: 2014
- UEFA-bajnokok ligája döntős: 2015–16
- Európa-liga: 2017–18
- UEFA-szuperkupa: 2018

### Egyéni
- Portugál első osztály legjobb kapusa (2014)
- Zamora-díj (2016, 2017, 2018, 2019,[3] 2021, 2025)
- La Liga év csapat (2016, 2017)
- UEFA-bajnokok ligája álomcsapat (2016, 2017)
- UEFA La liga csapat (2017)
- Az év szlovén labdarúgója: 2015, 2016, 2017, 2018